# 博隆瑪塔
博隆瑪塔（？年—1434年），老撾蘭滄王國國王蘭坎登之子。1431年，蘭坎登去世後，博隆瑪塔成為蘭滄國王。1434年，博隆瑪塔被老撾貴族害死，在位三年。

## 生平
博隆瑪塔是老撾蘭滄王國國王蘭琴登的長子。據維拉旺《老撾史記》（History of Laos）的記載，蘭琴登去世後，博隆瑪塔成為蘭滄國王。博隆瑪塔在位僅十個月便被太后摩訶黛維害死。一些老撾編年文獻則宣稱博隆瑪塔在位三年。
中國文獻中將博隆瑪塔稱為“刀纜掌”。宣德九年（1434）四月，刀纜掌曾經派遣使者混倫前往中國進貢。混倫於宣德十年冬返回老撾，但是當時“老撾土官卒，國人與八百仇殺。”混倫遂滯留於雲南，直到正統元年（1436）冬。
越南文獻中將博隆瑪塔成為“昆孤”。據《曆朝憲章類志》記載，昆姑約於黎太祖順天四年（1431）即位，其臣軻賴叛亂，昆姑向後黎朝求援。順天五年（1432）春，黎太祖派遣鄭可討伐軻賴：
|  | 時哀牢盤若昆孤新立，其臣軻賴不臣，昆孤進象求援。上命鄭可出師，遂誅軻賴，定其國，凱還。 |

另據《大越史記全書》記載，紹平元年（1434），昆孤遭到了老撾貴族的襲擊，因此向後黎朝求援。但是後黎朝的援軍不到，昆孤就被殺死了。
|  | （七月）十九日，命管轄黎伴使哀牢。哀牢茹昆孤為叛臣杻在所攻，力不能制，遣使來乞援。帝命伴先徃諭觧之......（九月）哀牢昆孤使其臣官龍進象隻金銀，乞援兵。旨揮與木忙少尉車芇率出哀牢、南馬各蛮救昆孤......十二月八日，哀牢人來降，進象三隻。車芇、何安掠等軍至時，哀牢杻柵、杻在等已弑其主昆孤，而更立昆孤族人諭群為盤茹使，使賫象隻金銀來降。安掠等遂與俱來，朝廷赦之。 |

1434年冬，博隆瑪塔死後，其弟陶尤空被老撾貴族們擁立為蘭滄國王。